# American Motor Truck Company
Die American Motor Truck Company mit Sitz in Newark im US-Bundesstaat Ohio und ihre Vorgänger Blair Manufacturing Company und Blair Motor Truck Company bauten von 1911 bis 1927 Lastwagen von mittlerer Größe mit Vier- und später auch Sechszylindermotoren, ab 1920 kamen Busse dazu. Markennamen waren Blair und Ace für die LKW und Ace für die Busse. Der Royal Coach Omnibus verwendete Ace-Komponenten. Es gibt keinen bekannten Bezug zu anderen Automobil- oder Nutzfahrzeugherstellern mit der Bezeichnung Blair, American oder Ace.

## Unternehmensgeschichte

### Blair
Das Unternehmen wurde im Herbst 1911 als Blair Manufacturing Company mit einem Kapital von US$ 100.000.- von  Frank M. Blair gegründet. Weitere Investoren waren John R. McCune, Willis A. Robbins, Edwin C. Wright und Harry H. Baird.
Blair-Lastwagen wurden in drei Versionen mit einer Nutzlast von 1,5 bis 3,5 sh. tn. (1360–3175 kg) und in kleiner Stückzahl hergestellt. Sie waren als Frontlenker ausgelegt. Als Antrieb dienten Vierzylindermotoren von Continental, zu denen keine weiteren Angaben vorliegen. Fahrer und Beifahrer saßen seitlich vom Motor in einer ungewöhnlich tiefen Position. Diese Nutzfahrzeuge wurden von Anfang an mit Kardanantrieb und Schneckenantrieb in der Hinterachse ausgestattet und gehören damit zu den ältesten mit dieser Antriebsweise. Antriebsketten blieben bis in die 1920er Jahre gebräuchlich. Eine zeitgenössische Abbildung zeigt bereits den 1,5-Tonner mit Doppelrädern an der Hinterachse.
Eine technische Besonderheit war das zweiteilige Fahrgestell, das aus zwei übereinander angebrachten Rahmen bestand. Der untere war dreieckig ausgelegt und verband Motor, Antriebstechnik und die Hinterachse. Der darüber angebrachte Hauptrahmen trug die Timken-Vorderachse mit ihrer Aufhängung, den Lenkmechanismus, die Karosserie und die Bedienelemente. Das patentierte System mit fester Verbindung von Motor und Hinterachse erforderte keine Kreuzgelenke im Antriebsstrang und eliminierte so eines der Hauptprobleme der frühen Fahrzeuge mit diesem Antrieb. Blair bot diese Trucks als fahrfertige Running Chassis an, lieferte aber gegen einen Aufpreis von US$ 150.-, einen Stake truck-Pritschenaufbau mit Staketen.
1914 erfolgte eine Reorganisation als Blair Motor Truck Company. In dieser Form bestand das Unternehmen bis 1918. Es scheint, dass nur 25 dieser LKW gebaut worden sind. 1918 erschienen mit den Typen C, D und F Zwischenmodelle ähnlicher Konstruktion. Jedes war in einer kurzen und einer langen Version erhältlich. Sie waren auf 2, 3 resp. 5 tn (1815, 2720 resp. 4530 kg) Nutzlast ausgelegt und erhielten Vierzylindermotoren von Waukesha. Die Modelle C und D unterschieden sich nur in Details wie Spurweite, der Dimension der Räder und der verstärkten Aufhängung des letzteren voneinander. Der 5,3-Liter-Motor und der Radstand waren baugleich. Model F war in der Kurzversion etwas länger und teilte den langen Radstand mit den kleineren Typen. Er hatte einen stärkeren Motor.
Der 5,3 Liter im C und D leistete 35 bhp (26,1 kW) und war nach N.A.C.C. taxiert mit 28,9 HP. Im Model F wurde ein 7 Liter großer Motor mit 40 bhp (29,8 kW) verwendet, der auf 32,4 HP nach N.A.C.C. festgelegt war. Zumindest auf diese LKW lässt sich der Fachausdruck Assembled Trucks anwenden; für die früheren Modell darf er auf Grund ihrer geringen Stückzahl angenommen werden. Gemeint sind Fahrzeuge, die aus auf dem Markt frei erhältlichen Komponenten aufgebaut sind. Der Begriff wird angewendet, wenn mehrere wichtige Bestandteile, z. B. Motoren, Getriebe, Achsen oder Fahrgestelle, weder eigene Konstruktionen sind noch aus eigener Fertigung stammen. Blair verwendete die genannte Zweirahmenkonstruktion aus Pressstahl für das Fahrgestell. Ob diese im Hause gefertigt wurde oder nach eigenen Plänen auswärts hergestellt wurde, geht aus den Quellen nicht hervor.

### Ace (1918–1927)

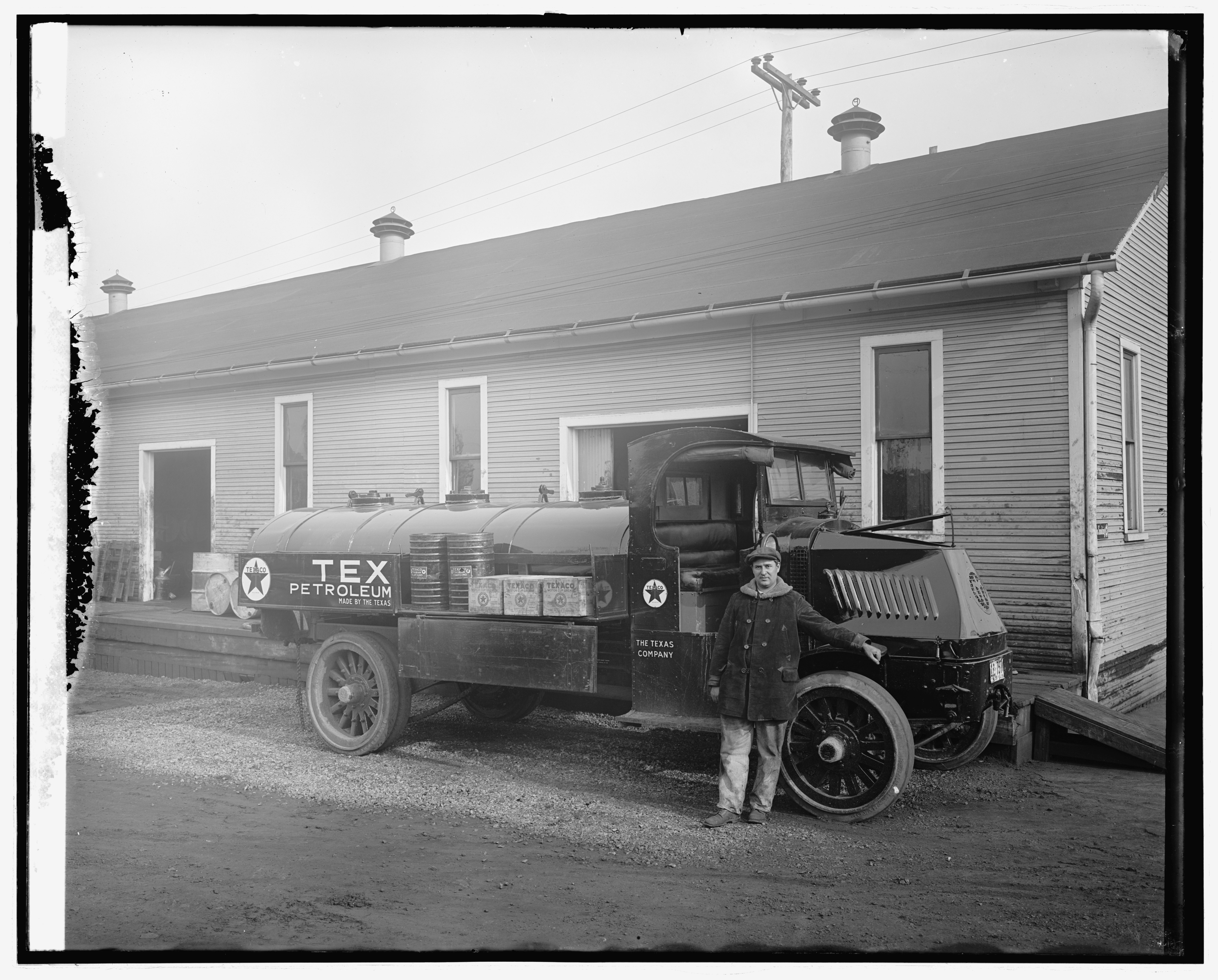
Ace-Tankwagen

1918 erfolgte eine Reorganisation des Unternehmens unter dem neuen Namen American Motor Truck Company. Der ebenfalls neue Markenname war Ace. Das erste Modell der Gesellschaft war ein LKW mit einer Nutzlast von 2,5 tn. Er wurde von einem Vierzylindermotor Buda WU mit 4,8 Liter Hubraum und elektrischem Anlasser angetrieben.
1919 folgten LKW mit 2 und 3 tn (1815 resp. 2720 kg) Nutzlast und Buda-Motoren. Eine Besonderheit waren Scheinwerfer, die beim Lenken mitdrehten; ein Zubehör, das in den folgenden Jahren an Luxusfahrzeugen beliebt wurde („Trippe-Light“) und später im PKW Citroën DS verwendet wurde. Die Ace-LKW kosteten zwischen US$ 3.100.- und US$ 5.050.- und wurden in dieser Form bis 1924 angeboten. Die Produktionsverlagerung hin zu Omnibussen führte 1925 zu einem auf ein einzelnes Modell reduzierten LKW-Programm. Dabei handelte es sich um einen Truck mit 2,5 tn und Buda EBU Vierzylindermotor. Spätestens 1927 erhielt dieser LKW die Bezeichnung Model 56; er könnte noch bis 1927 hergestellt worden sein. Der Motor Buda EBU ist bekannt von anderen leichten Nutzfahrzeugen wie einem Zweitonner von Beck (1917–1921) oder verschiedenen Hawkeye-Modellen. Demnach hatte er 3¾ Zoll Bohrung × 5 Zoll Hub, ergebend 220,9 c.i. (3620 cm³) Hubraum. Aus dieser Bohrung ergibt sich 22,5 HP (N.A.C.C.), die Quelle nennt aber 28,9 HP und eine Leistung von 42 bhp @ 1500/min.

#### Busse
Der erste Ace-Omnibus Modell A entstand um 1920 auf dem LKW-Fahrgestell und erhielt demnach einen Buda-Vierzylindermotor, wahrscheinlich vom Typ EBU. Er war für 20 bis 22 Passagiere ausgelegt. Um 1922 wurde er vom verbesserten Modell B für 26 bis 28 Passagiere abgelöst. 1923 erschien mit dem 30/32-Plätzer Modell C ein Bus mit eigens entwickeltem Fahrgestell. Der Rahmen war im Bereich der Achsen gekröpft; diese waren in Underslung-Bauart oberhalb der Blattfedern angebracht, was sowohl die Einstiegshöhe wie auch den Schwerpunkt reduzierte. Dies war der erste Ace mit Sechszylindermotor, der zunächst von Midwest bezogen wurde. Ab 1925 wurden Continental-Sechszylinder verwendet.

## Schließung
Die Nutzfahrzeugproduktion bei der American Motor Truck Company endete 1926, die Busherstellung wurde 1927 eingestellt. Ob es sich um eine Schließung infolge Insolvenz oder eine freiwillige Betriebsaufgabe handelte, ist nicht klar. Nach einer Quelle wurde auch der LKW Model 56 noch bis 1927 hergestellt.

## Royal Coach
Im Bundesstaat New Jersey galten zu dieser Zeit besonders strenge Vorschriften für Omnibusse. Dies bewog drei größere lokale Linienbusbetreiber, eine Serie eigener Fahrzeuge aufzulegen. Dazu wurde die Royal Coach Company mit Sitz in Rahway, Union County, New Jersey gegründet. Deren Leitung oblag ehemaligen Managern der American Motor Truck Company. Man verwendete Fahrgestellkomponenten des Ace Modell C, die in Rahway montiert wurden. Hier entstanden auch die den Vorschriften angepassten Karosserien. Es gab den Royal Coach als Modell A für 29 Passagiere und als etwas kleinerer Modell D. Die Bezeichnungen B und C entfielen offenbar aus Rücksicht auf die entsprechenden Ace-Modelle. Royal Coach verwendete Waukesha-Motoren. Ein Modell E wurde Ende 1927 angekündigt, ist aber offenbar nicht mehr erschienen. Die Produktion wurde in diesem Jahr eingestellt. Es wurden etwa 50 Busse hergestellt, ob ein Verkauf auch an andere als die beteiligten Linienbetreiber vorgenommen worden ist, geht aus den Quellen nicht hervor.

## Modellübersicht

### Nutzfahrzeuge
| Bauzeit    | Marke | Modell              | Nutzlast cwt / kg   | Motor              | Hubraum c.i. / cm³ (errechnet) | Rating N.A.C.C. | Leistung bhp SAE | Radstand in / mm      | Gewicht Chassis | Preis Chassis | Bemerkungen     |
| ---------- | ----- | ------------------- | ------------------- | ------------------ | ------------------------------ | --------------- | ---------------- | --------------------- | --------------- | ------------- | --------------- |
| 1911–1917  | Blair | Model A 1,5 sh. tn. | 3000 lb / 1360 kg   | 4 Zyl. Continental |                                |                 |                  |                       |                 | US$ 3000.–    | [ 3 ]           |
| 1911–1917  | Blair | Model A 2,5 tn      | 5000 lb / 2270 kg   | 4 Zyl. Continental |                                |                 |                  |                       |                 | US$ 3250.–    | [ 3 ]           |
| 1911–1917  | Blair | Model B 3,5 tn      | 7000 lb / 3175 kg   | 4 Zyl. Continental |                                |                 |                  |                       |                 | US$ 3750.–    | [ 3 ]           |
| 1918       | Blair | Model C 2 tn        | 4000 lb / 1815 kg   | 4 Zyl. Waukesha    | 326.3 / 5347                   | 28,9 HP         | 35 bhp / 26,1 kW | 121 / 3073 144 / 3658 | ab 5100 lb      | ab US$ 2850.– | [ 9 ]           |
| 1918       | Blair | Model D 3 tn        | 6000 lb / 2720 kg   | 4 Zyl. Waukesha    | 326.3 / 5347                   | 28,9 HP         | 35 bhp /         | 121 / 3073 144 / 3658 | ab 5750 lb      | ab US$ 3250.– | [ 9 ]           |
| 1918       | Blair | Model F 5 tn        | 10.000 lb / 4530 kg | 4 Zyl. Waukesha    | 429.5 / 7037                   | 32,4 HP         | 40 bhp / 29,8 kW | 135 / 3429 144 / 3658 | ab 7350 lb      | ab US$ 4250.– | [ 9 ]           |
| 1918–1919? | Ace   | 2,5 tn              | 5000 lb / 2270 kg   | 4 Zyl. Buda WU     | 295,8 / 4848                   |                 |                  |                       |                 |               | [ 9 ]           |
| 1919–1924  | Ace   | 2,0 tn              | 4000 lb / 1815 kg   | 4 Zyl. Buda WU     | 295,8 / 4848                   |                 |                  |                       |                 |               | [ 9 ]           |
| 1919–1924  | Ace   | 3,0 tn              | 6000 lb / 2720 kg   | 4 Zyl. Buda WU     | 295,8 / 4848                   |                 |                  |                       |                 |               | [ 9 ]           |
| 1925–1926  | Ace   | Model 56 2,5 tn     | 5000 lb / 2270 kg   | 4 Zyl. Buda EBU    | 220,9 / 3620                   | 22,5 HP         | 42 bhp / 31,3 kW |                       |                 |               | evtl. bis 1927. |

### Omnibusse
- 1920–ca. 1922: Ace Model A; 20/22 Passagiere; Vierzylindermotor Buda
- 1922–ca. 1927: Ace Model B; 26/28 Passagiere; Vierzylindermotor Buda
- 1923–1924: Ace Model C; 30/32 Passagiere; Sechszylindermotor Midwest
- 1925–1927: Ace Model C; 30/32 Passagiere; Sechszylindermotor Continental
- 1923–1927: Royal Coach Model A; 29 Passagiere; Motor Waukesha
- 1923–1927: Royal Coach Model D; ca. 22 Passagiere; Motor Waukesha
- 1927: Royal Coach Model E (Projekt)